# Клингенберги
Клингенберги (нем. Klingenberg) — дворянский род.
Происходит от Фридриха Вильгельма (Фёдора) Клингенберга (1739—?).
Его сын, Карл Фёдорович (1772—1849) — генерал от инфантерии, военный педагог. Его дети: Ростислав, Николай, Елизавета (1818—?) и Михаил (1821—1873) — камергер, тайный советник, женатый на Елизавете Николаевне (рожд. Пущиной; 1829—1898), их потомки:
- Николай (1853—1917) — российский государственный деятель.
  - Елизавета (р. 1884)
  - Глеб (1888—1909) — хорунжий лейб-гвардии Казачьего полка.
- Елизавета Михайловна (1854—?)
- Анна Михайловна (1856—после 1925), муж — Владимир Александрович Шильдер
- Ольга (1858—?)
- Михаил (1861—1939) — русский генерал, герой русско-японской войны, директор Полтавского кадетского корпуса.
  - Михаил Михайлович-мл. — капитан Семеновского полка, сражался в Добровольческой армии и ВСЮР, убит 16 сентября 1920 года в Таврической губернии.
- Александр (1860—1909) — екатеринославский губернатор в 1906—1909 гг. По его ходатайству род Клингенбергов в 1898 г. утверждён в потомственном дворянстве «по заслугам отца его, тайного советника Михаила Карлова Клингенберг».
  - Дмитрий (?-?)

## Описание герба
Щит скошен слева. В верхней лазуревой части серебряный с чёрными украшениями колокол. В нижней золотой части чёрная с золотыми украшениями корона, через которую продеты три чёрные же скрещенные стрелы остриями вверх.
На щите дворянский коронованный шлем. Нашлемник: правая рука в черных с золотыми украшениями латах, держащая серебряный с золотой рукоятью изогнутый меч. Намёт на щите справа лазуревый с серебром, слева чёрный с золотом.